# 福島縣營吾妻球場
福島縣營吾妻球場（日语：／ Fukushimakenei Azuma Kyujou），是位於日本福島縣福島市福島縣吾妻綜合運動公園內的棒球場，所有者為福島縣政府，並由福島縣都市公園・綠化協會負責經營管理。本球場是棒球挑戰聯盟福島紅色希望的主場之一，並不定期舉行日本職棒賽事，同時也作為全國高等學校棒球錦標賽福島大會比賽場地。
本球場也被指定舉辦2020年夏季奧林匹克運動會棒球比賽及2020年夏季奧林匹克運動會壘球比賽。

## 外部連結
- 官方网站
- あづま総合運動公園的X（前Twitter）